# Familjepartiet
Familjepartiet (Family Party) var ett kristet parti i Nya Zeeland, bildat 2007 av medlemmar av det upplösta Destiny New Zealand och Paul Adams, tidigare parlamentariker för United Future New Zealand. 
I parlamentsvalet 2008 fick partiet 8 176 röster, det vill säga 0,35 % av rösterna.
2010 upplöstes Familjepartiet och avregistrerades av valmyndigheterna på partiets egen begäran.	